# Alice Cooper's Greatest Hits
Alice Cooper's Greatest Hits är Alice Coopers första samlingsalbum, släppt 1974. Albumet släpptes i samma veva som rockbandet Alice Cooper bröt upp, och sångaren Alice Cooper själv startade sin solokarriär.
Albumet samlar höjdpunkter från albumen Love It to Death (1971), Killer (1971), School's Out (1972), Billion Dollar Babies (1973) samt Muscle of Love (1973). Albumet brukar rekommenderas till den som just börjat upptäcka Alice Cooper. Här finns alla hans tidiga klassiker såsom "I'm Eighteen", "Under My Wheels", "School's Out", "No More Mr. Nice Guy" och "Muscle of Love".
Albumet nådde åttonde plats på albumlistan i USA.

## Låtlista
1. "I'm Eighteen" (Michael Bruce/Glen Buxton/Alice Cooper/Dennis Dunaway/Neal Smith) - 2:58
2. "Is It My Body" (Michael Bruce/Glen Buxton/Alice Cooper/Dennis Dunaway/Neal Smith) - 2:41
3. "Desperado" (Michael Bruce/Alice Cooper) - 3:29
4. "Under My Wheels" (Michael Bruce/Dennis Dunaway/Bob Ezrin) - 2:46
5. "Be My Lover" (Michael Bruce) - 3:22
6. "School's Out" (Michael Bruce/Glen Buxton/Alice Cooper/Dennis Dunaway/Neal Smith) - 3:30
7. "Hello Hooray" (Rolf Kempf) - 4:18
8. "Elected" (Michael Bruce/Glen Buxton/Alice Cooper/Dennis Dunaway/Neal Smith) - 4:08
9. "No More Mr. Nice Guy" (Michael Bruce/Alice Cooper) - 3:07
10. "Billion Dollar Babies" (Michael Bruce/Alice Cooper/Neal Smith) - 3:43
11. "Teenage Lament '74" (Alice Cooper/Neal Smith) - 3:54
12. "Muscle of Love" (Michael Bruce/Alice Cooper) - 3:45